# Robin Lane Fox
Robin James Lane Fox, (né le 5 octobre 1946) est un universitaire britannique, spécialiste de l'Antiquité connu pour ses travaux sur Alexandre le Grand et un écrivain sur le jardinage. Lane Fox est membre émérite du New College d'Oxford et lecteur en histoire ancienne de l'Université d'Oxford. Fellow et tuteur en histoire ancienne au New College de 1977 à 2014, il est maître du jardin et maître de conférences extraordinaire en histoire ancienne au New College et à l'Exeter College. Il a également enseigné la littérature grecque et latine ainsi que l'Histoire de l'islam ancien,.
Il remporte des prix littéraires dont le Prix James Tait Black le Duff Cooper Prize le Heinemann Award et le Runciman Award pour des études sur Alexandre le Grand et le Macédoine antique, l'Antiquité tardive, le christianisme et le paganisme, la Bible et l'histoire, et les âge des ténèbres grecs. Il est également correspondant jardinage du Financial Times.

## Jeunesse
Lane Fox fait ses études au Collège d'Eton, près de Windsor, dans le Berkshire. Il étudie les Literae Humaniores (Classiques) au Magdalen College d'Oxford. Comme ses confrères historiens anciens Paul Cartledge et Alan Cameron, ainsi que les philosophes Terence Irwin (en) et John McDowell, il est étudiant de premier cycle au Geoffrey de Ste. Croix,.

## Carrière académique
Lane Fox est membre du Magdalen College d'Oxford entre 1970 et 1973. Entre 1974 et 1976, il est chargé de cours au Worcester College d'Oxford. De 1976 à 1977, il est chercheur en histoire classique et islamique à Worcester. En 1977, il est élu membre du New College d'Oxford, succédant au G.E.M. de Ste. Croix,. En 1990, il est nommé lecteur en histoire ancienne au sein de la Faculté des lettres classiques. En 2012, il prend sa retraite et est nommé membre émérite du New College.
Son livre de 1973, Alexandre le Grand, reçoit le prix Duff Cooper et le Prix James Tait Black. En raison du succès du livre, Lane Fox est conseiller historique du réalisateur Oliver Stone pour l'épopée Alexander. Son apparition comme figurant dans les manœuvres de cavalerie, en plus de son travail de consultant historique, est rendue publique au moment de la sortie du film,,. Il écrit et présente Greek Myths: Tales of Travelling Heroes, qui est diffusé pour la première fois sur BBC Four en novembre 2010.
Bien qu'il se concentre principalement sur la Grèce antique, Fox écrit trois livres traitant de l'histoire du christianisme, des païens et des chrétiens, The Unauthorized Version : Truth and Fiction in the Bible, et une biographie de saint Augustin, Augustine : Conversions and Confessions qui reçoit le prix d'histoire Wolfson.

## Vie privée
Lane Fox, athée, est le père de Martha Lane Fox et Henry Lane Fox. Martha est une entrepreneure et pair à vie qui a cofondé Lastminute.com. Henry est PDG d'un site Web, The Browser,.
En tant que correspondant jardinage du Financial Times, Lane Fox est un opposant déclaré aux nains de jardin.